# V358 Большой Медведицы
V358 Большой Медведицы (лат. V358 Ursae Majoris) — двойная затменная переменная звезда типа Алголя (EA) в созвездии Большой Медведицы на расстоянии приблизительно 4806 световых лет (около 1474 парсеков) от Солнца. Видимая звёздная величина звезды — от +13,15m до +12,15m. Орбитальный период — около 4,669 суток.